# Big Fish (film)
Vous lisez un « bon article » labellisé en 2010.
Pour les articles homonymes, voir Big Fish.
Pour plus de détails, voir Fiche technique et Distribution.
Big Fish, ou Big Fish : La Légende du gros poisson au Québec, est un film fantastique américain réalisé par Tim Burton et sorti en 2003.
Librement inspiré du roman de Daniel Wallace Big Fish: A Novel of Mythic Proportions, le scénario est écrit par John August. Le film a pour vedettes principales Ewan McGregor, Albert Finney, Billy Crudup et Jessica Lange. Albert Finney y interprète Edward Bloom, un représentant de commerce originaire du Sud des États-Unis qui a un don pour raconter des histoires et qui arrive à la fin de sa vie. Le fils de Bloom, un journaliste interprété par Billy Crudup, s'est brouillé avec son père et tente d'améliorer ses relations avec lui maintenant qu'il est mourant et écoute son père lui conter le récit mouvementé de sa vie. Bloom jeune est interprété par Ewan McGregor.
Après avoir lu le manuscrit du roman six mois avant sa publication, le scénariste John August convainc la Columbia Pictures d'en acquérir les droits. Il est initialement prévu que Steven Spielberg réalise le film après avoir fini le tournage de Minority Report mais Spielberg abandonne le projet afin de se concentrer sur le film Arrête-moi si tu peux. Dans la version de Spielberg, l'acteur Jack Nicholson était pressenti pour incarner le personnage d'Edward Bloom. La réalisation et la production sont alors attribuées respectivement à Tim Burton et Richard D. Zanuck qui viennent d'achever La Planète des Singes. Le thème du père mourant et de la réconciliation avec son fils touche particulièrement Tim Burton dont le père est décédé en 2000 et la mère en 2002, un mois avant la signature du contrat.
Le film, tourné en Alabama, est une suite d'aventures, propres aux contes de fées, évoquant le genre littéraire américain du Southern Gothic par leur caractère inhabituel ou grotesque. Il n'obtient qu'un succès commercial modéré mais est plutôt bien accueilli par la critique. Il reçoit quatre nominations aux Golden Globes, sept nominations aux British Academy Film Awards, deux nominations aux Saturn Awards ainsi qu'une nomination aux Oscars et aux Grammy Awards pour la bande originale composée par Danny Elfman.

## Synopsis
Alors que l'on célèbre le mariage de son fils William, Edward Bloom raconte, pour la énième fois, mais avec talent, comment, le jour de la naissance de Will, il a attrapé un énorme poisson en utilisant comme appât sa propre alliance. Will est embarrassé et explique à son épouse, Joséphine, qu'à cause des mensonges que raconte son père sur tous les sujets, il ne peut lui faire confiance. Par la suite, les relations entre le père et le fils deviennent si tendues qu'ils ne se parlent pas durant trois ans. Mais, quand il apprend que son père est mourant, Will vient le voir en compagnie de Joséphine, enceinte. Dans l'avion qui le mène en Alabama, Will se remémore une histoire de son père où il prétendait qu'étant petit il s'était aventuré dans un marais et avait rencontré une sorcière qui lui avait dévoilé l'instant de sa mort dans son œil de verre.
Edward, malgré sa maladie, continue à raconter l'histoire de sa vie à son fils et sa belle-fille. Il prétend avoir passé trois ans dans un lit quand il était petit parce qu'il avait grandi trop vite. Il devient ensuite un sportif réputé dans sa petite ville natale d'Ashton mais, poussé par son ambition, la quitte en compagnie de Karl, un géant mal-aimé. Edward découvre alors la ville de Spectre, cachée du reste du monde et dont les habitants sont les gens les plus amicaux qui puissent exister. Néanmoins, Edward finit par quitter Spectre mais promet à une petite fille nommée Jenny qu'il reviendra. Karl et Edward commencent ensuite à travailler dans un cirque et Edward tombe amoureux au premier regard d'une jeune femme sur qui Amos Calloway, le Monsieur Loyal du cirque, lui révèle une information personnelle par mois à condition qu'Edward ne demande pas de salaire. Trois ans plus tard, et n'ayant toujours appris que des détails insignifiants sur la fille de ses rêves, Edward découvre qu'Amos est un loup-garou. Il se refuse toutefois à lui faire du mal et Amos le récompense en lui révélant que le nom de la fille est Sandra Templeton et qu'elle étudie à l'université d'Auburn.
Edward apprend alors que Sandra est promise à Don Price, également originaire d'Ashton. Don inflige une correction à Edward quand il apprend ses sentiments pour elle mais cela ne fait que dégoûter Sandra qui met fin à ses fiançailles et tombe amoureuse d'Edward. Celui-ci est alors appelé par l'armée et envoyé en Extrême-Orient. Au cours d'une mission, il vole d'importants documents ennemis et persuade les danseuses sœurs siamoises Ping et Jing de l'aider à rentrer en Amérique, contre la promesse de faire d'elles des stars. Edward devient ensuite représentant de commerce et rencontre le poète Norther Winslow, qu'il avait connu à Spectre, l'aidant à dévaliser une banque qui se révèle être en faillite. Edward suggère alors à Winslow de travailler à Wall Street et Winslow y devient un riche courtier, remerciant Edward de son conseil en lui envoyant une importante somme d'argent qu'Edward utilise pour acheter la maison de ses rêves.
À ce stade de l'histoire, Will se dispute avec son père en lui réclamant la vérité à la place de ses contes. Will part chercher la ville de Spectre et la trouve, y rencontrant une Jenny désormais retraitée qui lui raconte comment son père a sauvé la ville de la banqueroute en l'achetant lors d'une vente aux enchères et en la reconstruisant avec l'aide financière de ses nombreuses relations. Will retourne chez son père et apprend que celui-ci a fait une attaque et est à l'hôpital. Il lui rend visite et le trouve dans un état qui le laisse incapable de parler trop longtemps. Edward demande alors à son fils de lui raconter comment se termine l'histoire de sa vie : tous deux s'échappent de l'hôpital et vont à la rivière où tous les amis qu'Edward s'est faits au cours de ses aventures se sont réunis pour lui faire un dernier adieu. Will emmène alors son père dans la rivière et Edward s'y transforme en énorme poisson. Edward approuve l'histoire contée par son fils et meurt en sachant que Will a fini par comprendre son amour pour les contes. Lors des funérailles, Will rencontre quelques-uns des amis dont lui avait parlé son père, notamment Amos, Karl, Winslow et Ping et Jing, et se rend compte que les histoires de son père étaient seulement exagérées, faisant par exemple de Karl un géant alors que celui-ci ne mesure « que » 2,30 mètres et de Ping et Jing des siamoises alors qu'elles sont jumelles. Quand son fils naît, Will lui transmet les histoires de son père, remarquant que son père est devenu une partie intégrante de ses histoires, lui permettant ainsi de vivre à travers elles.

## Fiche technique

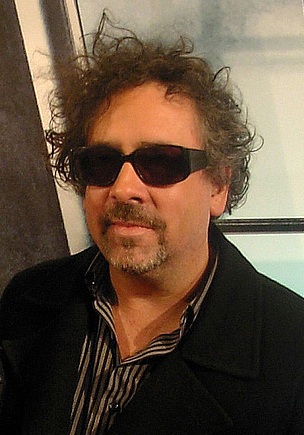
Tim Burton, réalisateur du film, dont c'est le 10e long métrage.

- Titre français et original : Big Fish
- Titre canadien : Big Fish : La Légende du gros poisson
- Réalisation : Tim Burton
- Scénario : John August, d'après Big Fish: A Novel of Mythic Proportions de Daniel Wallace
- Musique : Danny Elfman
- Décors : Dennis Gassner
- Costumes : Colleen Atwood
- Photographie : Philippe Rousselot
- Montage : Chris Lebenzon
- Production : Richard D. Zanuck, Bruce Cohen et Dan Jinks
- Société de production : Columbia Pictures, Jinks/Cohen Company, The Zanuck Company et Tim Burton Productions
- Société de distribution : Columbia Pictures
- Budget : 70 000 000 $[1]
- Pays de production : États-Unis
- Langue originale : anglais
- Format : couleur - 35 mm - 1,37:1 - Dolby Digital
- Genre : fantastique et comédie dramatique
- Durée : 125 minutes
- Dates de sortie :
  - États-Unis : 10 décembre 2003 (sortie limitée), 9 janvier 2004 (sortie nationale)
  - Canada : 9 janvier 2004
  - France : 3 mars 2004
  - Suisse : 3 mars 2004
  - Belgique : 17 mars 2004

## Distribution

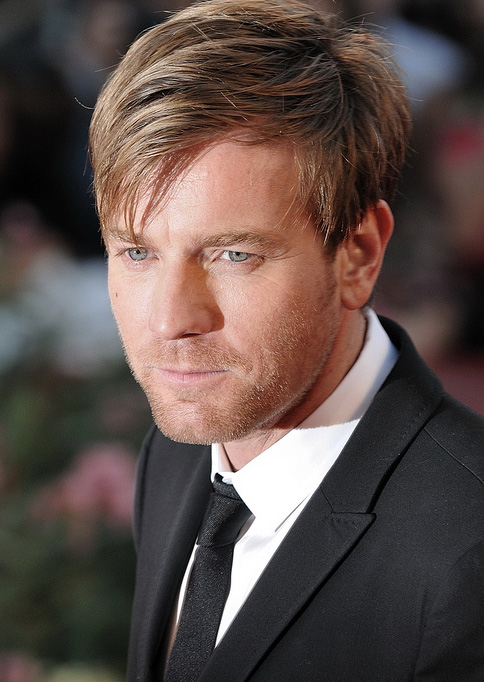
Ewan McGregor est l'interprète principal du film.

- Ewan McGregor (VF : Bruno Choël) : Ed Bloom, jeune
- Albert Finney (VF : Claude Brosset) : Ed Bloom, âgé
- Billy Crudup (VF : Dimitri Rataud) : Will Bloom
- Jessica Lange (VF : Micky Sébastian) : Sandra Bloom, âgée
- Helena Bonham Carter (VF : Jeanne Savary) : Jenny / la sorcière
- Alison Lohman (VF : Marie Donnio) : Sandra Bloom, jeune
- Marion Cotillard (VF : elle-même) : Joséphine
- Danny DeVito (VF : Philippe Peythieu) : Amos Calloway
- Steve Buscemi (VF : Antoine Basler) : Norther Winslow
- Robert Guillaume (VF : Pascal Nzonzi) : Dr Bennett, âgé
- Matthew McGrory (VF : Loïc Houdré) : Karl le géant
- David Denman (VF : Pascal Casanova) : Don Price, entre 18 et 22 ans
- Loudon Wainwright III (VF : Pierre Laurent) : Beamen
- Missi Pyle : Mildred
- Arlene et Ada Tai : Ping et Jing, les jumelles siamoises
- Deep Roy : M. Cul-Trempé (Mr. Soggybottom en VO), l'assistant d'Amos Calloway
- Miley Cyrus (VF : Lorraine Bouchet) : Ruthie (créditée sous son vrai nom : Destiny Cyrus)
- Billy Redden : le joueur de banjo

Sources et légende : Version française (VF) sur Voxofilm

## Production

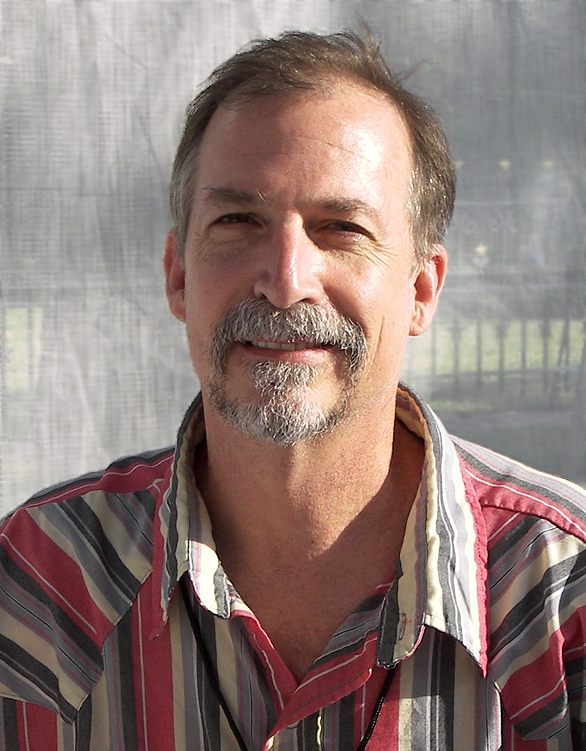
Daniel Wallace, auteur du roman dont est adapté Big Fish.

### Genèse et développement
Environ six mois avant qu'il soit publié et peu après la mort de son père, John August lit le manuscrit de Big Fish: A Novel of Mythic Proportions (1998) de Daniel Wallace. Au mois de septembre 1998, August parvient à convaincre Columbia Pictures d'acquérir les droits cinématographiques du roman, et commence à travailler dessus de façon à le transformer en un scénario cohérent en faisant intervenir plusieurs narrateurs. Au mois d'août 2000, les producteurs Bruce Cohen et Dan Jinks entrent en négociations avec Steven Spielberg pour qu'il dirige le film, ce que ce dernier prévoit de faire après avoir terminé Minority Report (2002).
Steven Spielberg commence alors à courtiser Jack Nicholson pour que celui-ci interprète le rôle d'Edward Bloom, mais le cinéaste finit par abandonner le projet pour se consacrer à Arrête-moi si tu peux. Les producteurs envisagent alors un moment l'idée de confier la réalisation à Stephen Daldry, avant de finalement approcher Tim Burton. Dans le même temps, John August remanie plusieurs fois son scénario, enlevant les éléments qu'il avait introduits en vue d'une réalisation par Steven Spielberg et prenant ses éléments favoris des différentes versions pour faire une sorte de compilation.
Tim Burton n'a jamais été particulièrement proche de ses parents, mais la mort de son père en octobre 2000, suivie de celle de sa mère en mars 2002, l'ont profondément affecté. Après le tournage de La Planète des Singes (2001), il veut revenir à un film plus intimiste et apprécie beaucoup le scénario, estimant que c'est la première histoire d'exception qui lui est offerte depuis Beetlejuice (1988). Tim Burton trouve aussi attrayante la combinaison d'un drame émotionnel avec des récits remplis d'exagérations, ce qui lui permettrait d'aborder des histoires variées dans des thèmes différents. Il signe le contrat pour la direction du film en avril 2002, ce qui pousse Richard D. Zanuck, avec qui il a collaboré sur La Planète des Singes, à rejoindre le projet en tant que producteur. Lui-même a d'ailleurs eu des relations difficiles avec son père, Darryl F. Zanuck, qui l'a même renvoyé alors qu'il était chef de production à la 20th Century Fox.

### Attribution des rôles

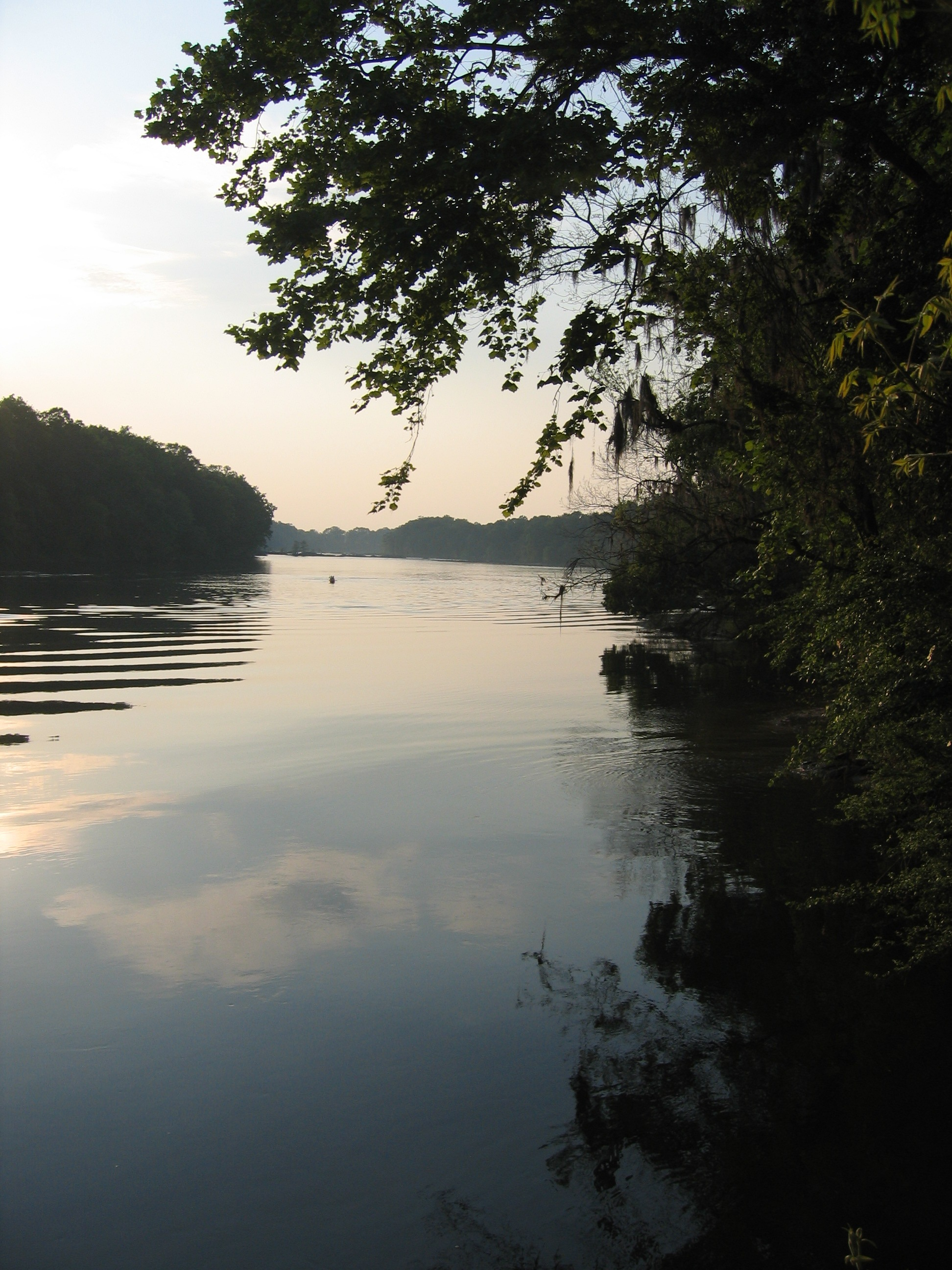
La Coosa River, près de Wetumpka, où a été tournée une partie du film.

Pour le personnage d'Edward Bloom, Tim Burton s'entretient d'abord avec Jack Nicholson, avec qui il a déjà travaillé sur Batman (1989) et Mars Attacks! (1996), ayant dans l'intention de lui faire également jouer le rôle d'Edward jeune en utilisant une combinaison d'infographie avec une prothèse de maquillage. Mais il décide ensuite d'engager deux interprètes différents. Les producteurs Dan Jinks et Bruce Cohen, qui ont travaillé avec Ewan McGregor sur Bye Bye Love (2003), lui suggèrent alors d'engager McGregor et Albert Finney pour le rôle d'Edward. Tim Burton, ayant vu la performance d'Albert Finney dans Tom Jones (1963), lui trouve des ressemblances avec Ewan McGregor, « une même aura, un sourire identique, un lien par l'esprit ». Dans le même temps, il tombe par hasard sur un article du magazine People qui compare les deux interprètes. Ewan McGregor, Écossais d'origine, trouve aisé d'adopter l'accent du Sud des États-Unis : « C'est un accent plus facile à prendre que l'accent américain standard car vous pouvez vraiment l'entendre. Vous pouvez rentrer à fond dedans ce qui est plus difficile avec l'accent américain traditionnel qui est plus lyrique ».
Le même choix s'applique pour le rôle de la femme d'Edward, Sandra, interprétée par Jessica Lange et Alison Lohman. Tim Burton explique qu'il a été impressionné par la performance d'Alison Lohman dans Laurier blanc (2002). Helena Bonham Carter, la compagne de Burton, interprète quant à elle deux rôles. Sa prothèse de maquillage pour jouer la sorcière prend cinq heures pour être appliquée : « J'étais enceinte pendant le tournage et il était étrange d'être une sorcière enceinte. J'avais des nausées matinales et toutes ces exhalaisons avec le maquillage et le caoutchouc… C'était atroce », explique l'actrice.
Tim Burton personnalise le film avec plusieurs caméos. Durant le tournage en Alabama, son équipe retrouve Billy Redden, le jeune joueur de banjo de Délivrance (1972), alors qu'il travaille dans un restaurant en Géorgie, et celui-ci est d'accord pour interpréter un joueur de banjo de la ville de Spectre. Lors de la scène où Edward Bloom arrive à Spectre pour la première fois, on peut voir Redden sur un porche en train de jouer quelques notes de son célèbre air de banjo de Délivrance. Tim Burton se déclare satisfait du résultat : « Si vous regardez le film et que vous ne reconnaissez pas cette figure solitaire et énigmatique sur le porche, ce n'est pas grave. Mais si vous le reconnaissez, alors vous comprendrez pourquoi j'ai été si content de le voir et de penser que d'autres personnes ressentiraient la même chose »,. Daniel Wallace, l'auteur du roman, fait également une brève apparition en tant que professeur d'économie lorsque Sandra est à l'université.

### Tournage
En dehors d'une semaine de tournage à Paris, Big Fish est tourné presque entièrement en Alabama, principalement à Montgomery et à Wetumpka. Les décors de la ville de Spectre sont construits sur une île située entre Montgomery et Millbrook. Le tournage dure de janvier 2003 à mai 2003 et Tim Burton tourne en premier toutes les scènes se passant à l'hôpital et celles qui impliquent Albert Finney, avant de passer aux récits dont le protagoniste est Ewan McGregor. Durant les scènes du cirque de Calloway, le tournage est interrompu durant quelques semaines à cause d'une tornade qui a inondé le plateau mais, en dépit de cela, Burton réussit à achever le film sans dépassement de budget ni de calendrier. Quelques scènes sont même ajoutées au dernier moment comme celle dans la baignoire entre Albert Finney et Jessica Lange et le combat de karaté en Corée. Le tournage instille environ 25 000 000 $ dans l'économie locale.
Tim Burton essaye d'utiliser aussi peu d'effets spéciaux numériques que possible mais il veut néanmoins évoquer le ton fantaisiste du Southern Gothic et des techniques sont appliquées par Sony Pictures Imageworks afin de renforcer les couleurs. Stan Winston, avec qui Burton a déjà travaillé sur Edward aux mains d'argent (1990) et Batman : Le Défi (1992), s'occupe de la partie animatronique et de la prothèse de maquillage d'Helena Bonham Carter. Quant aux scènes avec Karl le géant, elles sont tournées en utilisant la technique de perspective forcée.

### Bande originale
La bande originale du film est composée par Danny Elfman, un collaborateur régulier de Tim Burton. Ce dernier approche le groupe Pearl Jam durant la postproduction pour leur demander une chanson originale pour le générique de fin du film. Après avoir vu une première version du film, Eddie Vedder, le chanteur du groupe, écrit Man of the Hour et la chanson est enregistrée en studio quatre jours plus tard. Mike McCready, guitariste de Pearl Jam, déclare : « Nous avions été tellement sonnés par le film. Eddie et moi en discutions ensuite et nous avions tous deux la larme à l'œil. Nous étions tellement chargés d'émotions et transportés par l'imagination et l'humanité que nous avions ressentie grâce au film ».

## Accueil

### Sortie du film et box-office
Une avant-première du film est organisée le 4 décembre 2003 au Hammerstein Ballroom de Manhattan. Il est ensuite distribué dans quelques cinémas le 10 décembre avant d'être distribué à l'échelle nationale le 9 janvier 2004, le film étant à l'écran dans 2 406 cinémas et rapportant 13 810 000 $ pour le premier week-end. Il sort en France le 3 mars 2004. Le film rapporte finalement 122 919 055 $ au box-office, dont 66 809 693 $ aux États-Unis et au Canada et 56 109 362 $ dans le reste du monde. Il réalise 1 136 646 entrées en France, 189 036 au Québec, 118 359 en Suisse et 99 948 en Belgique, et dépasse également le million d'entrées au Royaume-Uni (1 350 275).
| Pays         | Box-office   | Pays             | Box-office  | Pays           | Box-office |
| ------------ | ------------ | ---------------- | ----------- | -------------- | ---------- |
| +            | 66 809 693 $ | Suisse           | 1 197 270 $ | Portugal       | 534 225 $  |
| Royaume-Uni  | 11 451 955 $ | Suède            | 1 019 203 $ | Hong Kong      | 509 466 $  |
| France       | 7 588 333 $  | Grèce            | 872 386 $   | Danemark       | 474 779 $  |
| Japon        | 7 285 268 $  | Russie           | 818 784 $   | Chili          | 363 624 $  |
| Italie       | 4 263 215 $  | Brésil           | 733 313 $   | Singapour      | 301 362 $  |
| Australie    | 3 619 223 $  | Belgique         | 716 617 $   | Israël         | 267 112 $  |
| Espagne      | 3 257 239 $  | Argentine        | 668 028 $   | Autriche       | 239 756 $  |
| Allemagne    | 2 736 251 $  | Pays-Bas         | 583 345 $   | Norvège        | 230 845 $  |
| Mexique      | 1 460 019 $  | Nouvelle-Zélande | 549 673 $   | Taïwan         | 194 501 $  |
| Corée du Sud | 1 378 446 $  | Finlande         | 548 511 $   | Afrique du Sud | 189 456 $  |

### Accueil critique
Sur les 213 critiques du film collectées par le site internet Rotten Tomatoes, 77 % sont positives avec un score moyen de 7,2/10. Le site internet Metacritic est quant à lui plus balancé, attribuant au film un score moyen de 58/100, sur la base de 42 critiques. Par ailleurs, le site Slant Magazine le classe à la 85e place des meilleurs films de la première décennie du XXIe siècle.
Owen Gleiberman, d'Entertainment Weekly, évoque un film « picaresque que l'on regarde les yeux écarquillés et où chaque nouveau développement de l'intrigue est plus enchanteur que le précédent » et le compare à « Forrest Gump sans l'aspect politique venant le fausser ». Peter Travers, du magazine Rolling Stone, salue la direction de Tim Burton, ressentant une célébration de l'art du conteur et un drame émouvant entre un père et un fils. Mike Clark, de USA Today, met en avant les remarquables performances des interprètes alors que James Berardinelli trouve que l'approche du conte de fées rappelle Princess Bride et les films de Terry Gilliam, notant que « Big Fish est un conte habile qui vise l'enfant à l'intérieur de chaque adulte sans insulter l'intelligence ni de l'un, ni de l'autre ».
Du côté des critiques négatives, Roger Ebert se montre ennuyé par le personnage de Will, en qui il ne voit qu'un « vantard dont les histoires cessent à un moment de fonctionner comme divertissement et tombent dans le sadisme ». Richard Corliss, de Time Magazine, se montre déçu, trouvant que l'histoire de la réconciliation entre le père et le fils fait trop cliché dramatique.
En France, les critiques ont été globalement très positives. Jean-Loup Bourget, de Positif, met en avant la « présence imposante » d'Albert Finney et estime que c'est l'une « des œuvres les plus personnelles et les plus profondes » de Burton qui « se confirme comme le grand enchanteur du cinéma américain » actuel. Alain Grasset, du Parisien, évoque un film « tantôt drôle, tantôt touchant qui surprend par son originalité et sa folie » ; Stéphanie Vandevyver, de L'Écran fantastique, une œuvre ayant « trouvé l'équilibre parfait entre l'ampleur épique des contes et l'histoire plus intimiste et plus simple de cette famille » ; Olivier de Bruyn, de Première, un imaginaire qui « explose d'inventions diverses » et une magnifique mise en scène de Tim Burton ; Dominique Widemann, de L'Humanité, « une féerie où la vie se révèle plus grande que le rêve » ; et Emmanuèle Frois, du Figaro « un voyage homérique et une aventure extraordinaire ».
Isabelle Régnier, du Monde, et Antoine de Baecque, de Libération, sont plus nuancés, le premier mentionnant « une belle échappée » mais qui n'est pas « le film le plus inspiré de son auteur », et le second regrettant quelques longueurs et un côté trop « ensoleillé » loin des univers habituellement plus sombres de Tim Burton. Antoine Thirion, des Cahiers du cinéma, délivre une critique négative, évoquant « un récit plutôt émouvant » mais décevant par son « passage à une forme plus traditionnelle de superproduction américaine » qui le rapproche de Steven Spielberg en mettant de côté l'effroi et le danger ; alors que pour Frédéric Strauss, de Télérama, le film est une « démonstration poussive » qui confine Burton dans un rôle de « gentil conteur désuet ».

### Distinctions
Big Fish obtient de nombreuses nominations mais ne remporte aucun prix. Le film reçoit notamment quatre nominations lors des Golden Globes 2004 :
- Golden Globe du meilleur film musical ou de comédie
- Golden Globe du meilleur acteur dans un second rôle pour Albert Finney
- Golden Globe de la meilleure musique de film
- Golden Globe de la meilleure chanson originale pour Man of the Hour d'Eddie Vedder

Il est également nommé sept fois aux British Academy Film Awards pour les catégories du meilleur film, de la meilleure réalisation, meilleur scénario adapté, meilleur second rôle masculin (Albert Finney), meilleurs décors, meilleurs effets visuels et meilleur maquillage, mais, une nouvelle fois, sans remporter de prix.
Aux Saturn Awards 2004, le film est nommé dans la catégorie du meilleur film fantastique et Albert Finney dans la catégorie du meilleur acteur.
Danny Elfman est nommé aux Oscars 2004 dans la catégorie de la meilleure musique de film, et aux Grammy Awards 2005 dans la catégorie de la meilleure bande originale de film.

## Analyse
« Big Fish traite de ce qui est réel et de ce qui est imaginaire, de ce qui est vrai et de ce qui ne l'est pas, de ce qui est en partie vrai et de quelle manière, à la fin, tout devient vrai. »

— Tim Burton.
La réconciliation entre le père et le fils est le thème le plus important de Big Fish. L'intérêt du romancier Daniel Wallace pour ce thème trouve ses origines dans sa propre famille. Wallace trouvait que le personnage « charmeur » d'Edward Bloom ressemblait à son propre père, qui se servait de son charme pour garder ses distances avec les autres. Dans le film, Will croit qu'Edward n'a jamais été honnête avec lui car il a créé des mythes extravagants au sujet de son passé pour se cacher à l'intérieur, ses histoires étant sa manière d'échapper aux autres. Les histoires d'Edward sont emplies de personnages (sorcière, géant, sirène, loup-garou) et de lieux (cirque, ville mythique) qui sont des images classiques des contes de fées alors que le mécanisme de la quête sert à la fois à mettre en avant l'histoire d'Edward et les tentatives de Will pour les démêler. Wallace l'explique de la façon suivante : « La quête du père est d'être un gros poisson dans une grande mare alors que celle du fils est de voir la vérité à travers ses contes ».
Le scénariste John August s'est identifié au personnage de Will et l'a adapté d'après sa propre histoire. Le père d'August est mort alors que celui-ci était à l'université et, tout comme Will, August a tenté de mieux le connaître avant sa mort et a trouvé cela difficile. Dans le film, Will dit en parlant d'Edward : « Je n'ai jamais rien vu de moi-même dans mon père, et je ne pense pas qu'il ait jamais vu quelque chose de moi en lui. Nous sommes comme des étrangers qui se connaissent très bien », et cette description de leur relation ressemble à la relation d'August avec son père. Tim Burton a également utilisé le film comme catharsis pour traiter de ses pensées et émotions au sujet de la mort de son propre père, survenue en 2000. « Lorsque j'ai lu le script de Big Fish, j'ai vu qu'il représentait tout ce que je n'arrivais pas à formuler avec mes mots sur cette relation », se souvient le réalisateur.
Kent L. Brintnall, spécialiste en cinéma et en religion, observe de quelle manière la relation père-fils se résout d'elle-même à la fin du film. Alors qu'Edward est en train de mourir, Will laisse de côté sa colère et commence à comprendre son père pour la première fois : « Dans un dernier geste d'amour et de compréhension, après avoir passé sa vie à mépriser les histoires de son père, Will finit l'histoire que son père a commencée, mêlant entre eux les thèmes et les personnages de l'histoire de sa vie et mélangeant le réel à l'imaginaire dans un acte de communion. En mettant de côté la colère qu'il a si longtemps entretenue, Will parvient à comprendre que les histoires de son père lui ont donné une substance et une dimension qui sont aussi authentiques que ses expériences quotidiennes. Il comprend alors que son père, et nous tous, sommes nos histoires, et que la réalité profonde de nos vies pourrait ne pas être notre moi le plus véritable ».
Pour Jean-Loup Bourget, de Positif, le film trouve son inspiration dans le récit exagéré, une hyperbole qui prend la forme d'une « épopée burlesque placée sous le signe de l'oralité et du grossissement » et aux « héros picaresques et folkloriques ». Il s'en différencie néanmoins dans le sens où la satire de la grande littérature mythologique présente dans le grand conte cède ici la place au féérique. Ces aventures propres aux contes de fées mais qui se distinguent par leurs caractères inhabituel ou grotesque s'apparentent au genre littéraire américain du Southern Gothic.

## Éditions en vidéo
Le DVD sort en région 1 le 27 avril 2004, et le 7 juin de la même année en région 2. Le DVD comprend un commentaire audio de Tim Burton ainsi que sept documentaires sur : la réalisation de Tim Burton, l'importance des contes de fées, les effets spéciaux des créatures, la scénarisation (du livre à l'écran), le personnage d'Edward Bloom, le cirque Calloway et les relations entre le père et le fils. La version en disque Blu-ray sort le 20 mars 2007.